# Томенко Тарас Миколайович
Тара́с Микола́йович Томе́нко (нар. 6 лютого 1976 р. у Києві) — український кінорежисер та кіносценарист. Член Української кіноакадемії (2018) та Європейської кіноакадемії (2018).
Син українського поета Миколи Томенка. 

## Біографія
Народився 6 лютого 1976 р. у Києві в родині поета Миколи Томенка. Дід Данило загинув на Другій світовій війні, бабуся померла у молодому віці на каторжних роботах у колхозі. 
Закінчив філологічний факультет Київського державного університету ім. Т. Г. Шевченка (1997) та Київський державний інститут театрального мистецтва ім. І. Карпенка-Карого (2001).

## Фільмографія
Короткометражні фільми
- «Бійня» (1998),
- «Тир» (2000), Приз Нью-Йоркської кіношколи на Міжнародному кінофестивалі Берлінале 2001 р. в Берліні[3],
- «Пересохла земля» (2004), 1-е місце на Всеукраїнському молодіжному кінофестивалі «На хвилях зачарованої Десни» (2005);

Документальні фільми
- «Ліза» (2006), призи за «Найкращий фільм» і «Найкращу операторську роботу» в категорії «Професійний неігровий відеофільм» на фестивалі «Відкрита ніч» (2006),
- «Мамочки» (2007),
- Будинок «Слово» (2017),
- «Терикони» (2022)
- «Сентиментальна подорож до планети Параджанова» (2024);

Художні фільми
- Будинок «Слово» (2019).